# Макартур (Охајо)
Макартур (енгл. McArthur) град је у америчкој савезној држави Охајо.

## Демографија
По попису из 2010. године број становника је 1.701, што је 187 (-9,9%) становника мање него 2000. године.
| Група             | 2000.         | 2010.         |
| Белци             | 1.847 (97,8%) | 1.660 (97,6%) |
| Афроамериканци    | 2 (0,1%)      | 1 (0,1%)      |
| Азијати           | 0 (0,0%)      | 0 (0,0%)      |
| Хиспаноамериканци | 8 (0,4%)      | 13 (0,8%)     |
| Укупно            | 1.888         | 1.701         |